# Ítalo (mitología)
Ítalo (del griego antiguo: Ἰταλός) es un héroe epónimo de Italia y rey legendario de los enotrios, antiguo pueblo de origen itálico que habitaba la región hoy llamada Calabria, en el sur de Italia. 
En su Fabularum Liber (o Fabulae), Cayo Julio Higino recogió el mito de que Ítalo era hijo de Penélope y Telégono (un hijo de Odiseo). Ausón, el epónimo, era hijo de Ítalo y de una tal Leutaria.
Italia había recibido diferentes nombres según los poetas antiguos: Artesa, luego Saturnia por Crono, después Ausonia por Ausón, más tarde Tirrenia y finalmente Italia por Ítalo.

## Leyendas

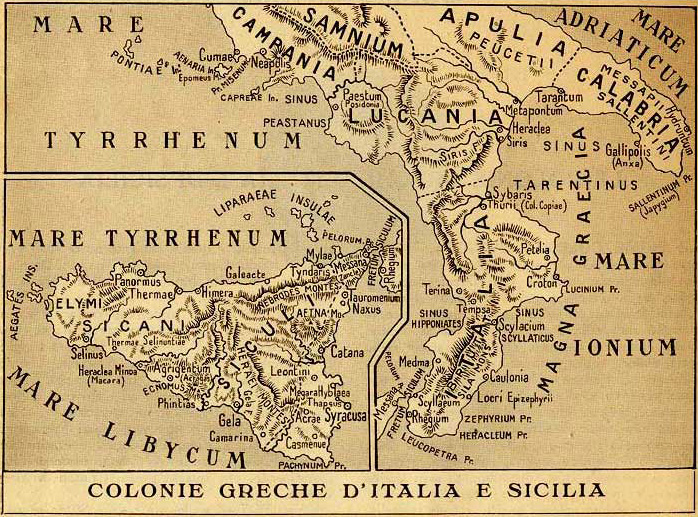
Colonias griegas de Italia (para los griegos, la actual Calabria) y Sicilia.

### Pueblo de los enotrios
Los enotrios eran un antiguo pueblo itálico asentado, hacia el siglo XI a. C., en un territorio de considerable extensión que comprendía las actuales Apulia, Basilicata y Calabria. A falta de fuentes directas, los acontecimientos históricos de los enotrios, como los de otros pueblos prerromanos, sólo pueden reconstruirse a partir de la información proporcionada por autores romanos y griegos posteriores, los datos toponímicos y la arqueología. 
Según una visión invasora, los enotrios habrían llegado a Italia en el umbral de la Edad del Hierro (siglo XI a. C.) junto con otras poblaciones conocidas como protolatini (sículos, faliscos, latinos). Según una visión continuista, los enotrios representarían la rama meridional de un estrato etnolingüístico muy antiguo, distinto del estrato proto-latino, que habría ocupado la zona tirrénica desde Liguria hasta Sicilia (estrato ligur-sicano). Los antiguos historiadores griegos afirman que llegaron, a principios de la Edad del Hierro, desde Grecia junto con otros pueblos de su misma etnia, a través del Canal de Otranto. El lingüista italiano Giacomo Devoto planteó la hipótesis de un origen balcánico protoilírico. En cualquier caso, según Antonino Liberal, autor griego del II, su llegada provocó la huida de los ilirios a Sicilia.

### Epónimo
Según Aristóteles en su Política, y Tucídides en su Historia de la guerra del Peloponeso, Ítalo era el epónimo de la provincia romana de Italia. 
Aristóteles cuenta que, según la tradición, Ítalo convirtió a los enotrios de una sociedad pastoril a una sociedad agrícola y les dio diversas disposiciones, siendo la primera, instituir su sistema de comidas comunes.
Siglos más tarde, el historiador griego Dionisio de Halicarnaso (c. 60 a. C. - después del 7 a. C.), en su Rhomaike Archaiologia (Antigüedades romanas), cita al historiador Antíoco de Siracusa (fl. 420 a. C.) para informar que Ítalo era enotriano de nacimiento y relata la tradición de que Italia recibió su nombre por él, así como otro relato que deriva el nombre de "Italia" de una palabra que significa ternero, una etimología que también dan Timeo, Varrón y Festo.